# Ліциній II
Вале́рій Ліциніа́н Ліци́ній (лат. Valerius Licinianus Licinius; липень/серпень 315 — 326), більш відомий як Ліциній II або Ліциній Молодший (лат. Licinius Junior) — син римського імператора Ліцинія I. Носив титул цезаря (молодшого правителя) впродовж 317—324 років, формально правлячи разом зі своїм батьком. Був страчений 326 року за наказом свого дядька та імператора, Костянтина Великого, після перемоги останнього над Ліцинієм I.

## Життєпис

### Походження
Ліциній Молодший народився в липні чи серпні 315 року. Його батьком був імператор й август Ліциній I, а матір'ю — Флавія Юлія Констанція, донька колишнього імператора Констанція Хлора та сестра чинного імператора Костянтина. Шлюб Ліцинія та Констанції, укладений у лютому 313 року в Медіолані, мав на меті укріплення взаємин між двома августами. Відомо, що вчителем Ліцинія Молодшого був граматик та державний діяч Флавій Оптат.

### Цезар
Незважаючи на формальні родинні стосунки його батька та Костянтина, обидва імператори боролися між собою за одноосібну владу впродовж Громадянських війн Тетрархії. Під час військової кампанії Ліцинія його дружина та син разом із імперською скарбницею перебували в Сірмії (у теперішній Сербії). Наприкінці 316 року після поразок його батька у двох битвах — при Цибалах та на Мардійських полях — між двома імператорами була укладена нова мирна угода. За її умовами, вся територія Імперії була поділена навпіл: Ліцинію дісталося правління Східною частиною імперії та Фракією, а Костянтинові — Західною. До того ж, Ліциній Молодший та сини Костянтина, Крисп і Костянтин II, ставали цезарями — молодшими правителями. Відтак, під час урочистої церемонії 1 березня 317 року Ліциній II, якому на той момент було не більше 20 місяців, став цезарем.

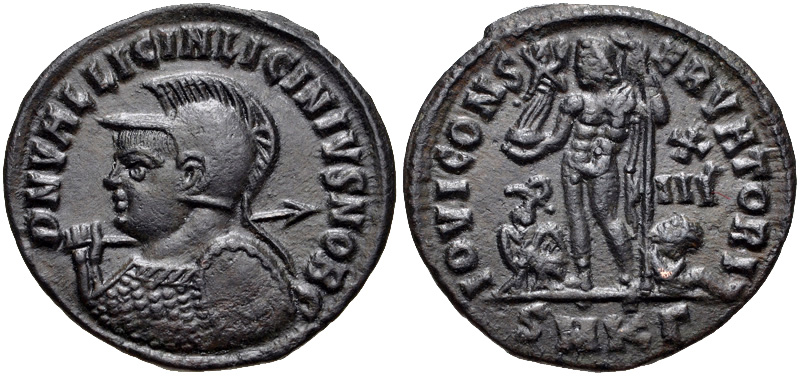
Фоліс Ліцинія II, викарбований між 321 і 324 роками в місті Кизик

У 319 році Ліциній отримав почесну посаду консула (іншим консулом став імператор Костянин). Уже 321 року взаємини між двома августами стрімко погіршилися: Ліциній I та Ліциній II були консулами лише на Сході імперії, а Крисп і Костянин II — лише на Заході. У 324 році між арміями двох імператорів стався фінальний бій: в битві при Хризополі Ліциній I зазнав нищівної поразки від Костянтина та здався йому в полон. Сподіваючись на пощаду, Ліциній відрікся від претензій на владу для себе та свого сина, який втратив титул цезаря.

### Смерть
Оскільки Ліциній Старший був чоловіком Констанції, сестри Костянтина, він сподівався на збереження свого життя. Втім, усвідомлюючи потенційні ризики, того ж 325 року Костянтин стратив Ліцинія. Наступного 326 року імператор позбувся й Ліцинія Молодшого — останнього законного нащадка свого суперника. На обох Ліцинієв після їхньої смерті було накладено прокляття пам'яті, що полягало в знищенні їхніх імен з офіційних документів і пам'яток.
Згадка про декого Сина Ліциніана (лат. Liciniani filius) зустрічається в двох законах 336 року з Кодексу Феодосія. Згідно з ними, син імператора був відданий у рабство до текстильного виробництва в Карфагені, провінція Африка. Проте, найвірогідніше, людиною, про яку йдеться вище, є інший, позашлюбний, син Ліцинія. Цей висновок ґрунтується на тому факті, що в документі вказано про «повернення до статусу раба», але оскільки жодному з дітей Констанції не було надано такий статус, найімовірніше, цей син Ліцинія народився від рабині.